# Zofia Pomian-Piętka
Zofia Pomian-Piętka (ur. 1928 w Bońkowie Kościelnym koło Mławy, zm. 18 czerwca 2017) – polska poetka i pisarka.

## Życiorys
Była absolwentką Studium Teatralnego w Gdańsku oraz Studium Kultury w Łodzi. W 1952 osiadła w Siemiatyczach, gdzie przez wiele lat piastowała funkcję dyrektora Ośrodka Kultury. Związana była również z Amatorskim Ruchem Teatralnym w Olsztynie, Augustowie i Siemiatyczach. W 2012 została uhonorowana tytułem Ambasadora Siemiatycz.

## Publikacje
- Ballady (Wydawnictwo Multi Press, Białystok, 2006; ISBN 83-919666-2-3)
- Dotyk pamięci (Siemiatycki Ośrodek Kultury, Siemiatycze, 1996; ISBN 83-906278-0-9)
- Jaskółki i inne wiersze („Ag-Bart 2”, Białystok, 2000; ISBN 83-913141-3-8)
- Nostalgia (Stowarzyszenie Społeczno-Kulturalne, Białystok, 1993)
- Rodzima ballada (Wydawnictwo Multi Press, Białystok, 2001; ISBN 83-919666-5-8)
- Rozdroża (Wydawnictwo Multi Press, Białystok, 2003; ISBN 83-919666-0-7)
- Rozświetlać czas (Wydawnictwo Multi Press, Białystok, 2001; ISBN 83-919666-1-5)
- Wilno (Wydawnictwo Multi Press, Białystok, 2008; ISBN 83-919666-3-1)
- Zamyślenia: wybór wierszy („Prymat”, Białystok, 2003; ISBN 83-88097-34-2)
- Zauroczenie („Ag-Bart 2”, Białystok, 2000; ISBN 83-913141-1-1)
- Z mgły jesiennej (Stowarzyszenie Szukamy Polski, 2001; audiobook)